# Ареф Казвіні
Абуль-Касем Ареф Казвіні (перс. ابوالقاسم عارف قزوینی, 1882, Казвін, Іран — 21 січня 1934, Хамадан, Іран) — іранський поет, композитор і музикант.

## Життєпис
Син Мулли Хаді Вакиля Казвіні, він написав безліч поем про Іран, дістав прізвисько «національний поет». Нарівні з поезією, писав музику. Брав активну участь у Іранській конституційній революції 1905—1911, написав ряд політичних і революційних пісень.
Наприкінці життя переїхав у Хамадан, де і помер 21 січня 1934.
Повні зібрання його творів опубліковані після його смерті в Берліні та Тегерані.